# Cerro el Ciguatepe
Cerro el Ciguatepe is een stratovulkaan in het departement Managua in het westen van Nicaragua. De berg ligt op ongeveer 20 kilometer ten noordoosten van het Managuameer en heeft een hoogte van 603 meter.